# شتاوفنبرگ (نیدرزاکسن)
شتاوفنبرگ (به آلمانی: Staufenberg) یک شهر در آلمان است که در گوتینگن واقع شده‌است. شتاوفنبرگ ۸٬۴۷۲ نفر جمعیت دارد.